# هماتوشزی
هماتوشزی(به انگلیسی: Hematochezia)، خروج خون تازه از رکتوم که اغلب حاکی از خونریزی دستگاه گوارشی تحتانی بوده و می‌تواند همراه یا بدون دفع مدفوع باشد.

تفاوت میان هماتوشزی و رکتوشزی در این است که دومی خونریزی مقعدی با دیفکت همراه نیست در عوض حاوی خون قرمز روشن بدون وجود مدفوع می‌باشد.
گاهی شدت و حجم خونریزی گوارشی فوقانی آنقدر بیشتر می‌باشد که خون ریخته شده به داخل لوله گوارش فوقانی سریع به پائین رسیده و فرصت کافی برای ایجاد ملنا را پیدا نمی‌کند در این موارد علاوه بر ایجاد هماتوشزی افت فشار خون و تپش قلب نیز دیده می‌شود بنابرین در بیماران مبتلا به هماتوشزی همراه با افت فشار خون و تپش قلب یا شوک بعد از اصلاح وضعیت فشار خون جهت پیدا کردن منشاء خونریزی ابتدا بیمار را اندوسکوپی می‌کنند.

وجود خون در مدفوع عمدتاً از دستگاه گوارش فوقانی (معده و اثنی اشر) یا دستگاه گوارش تحتانی (روده بزرگ، راست روده و مقعد) ناشی می‌شود. گرچه روده باریک نیز می‌تواند منبع خون در مدفوع بحساب آید ولی در مقایسه با دستگاه گوارش فوقانی و تحتانی، روده باریک به ندرت منبع می‌باشد. بیشتر مردم تصور نادرستی از وجود خون در مدفوع دارند که آن را ناشی از مدفوع تشکیل یافته از خون به حساب می‌آورند. خونریزی ناشی از معده و دوازدهه اغلب تیره، بدبو و چسبنده می‌باشد.

## تشخیص
با توجه به علائمی مانند رنگ خون که در هماتوشزی معمولاً تیره و خرمایی می‌باشد.

## سبب‌شناسی
در بزرگسالان بواسیر و دیورتیکولوز دلیل عمده این اختلال بوده و هر دو نسبتاً خوش‌خیم می‌باشند. هماتوشزی ناشی از سرطان روده بزرگ می‌تواند کشنده باشد.
سایر علل شایع خون در مدفوع:
- سرطان روده بزرگ
- کرون (بیماری)
- کولیت زخمی

سایر علل التهابی روده:
- دیورتیکولوز
- زخم معده
- واریس مری
- سرطان معده
مصرف میوه اژدها می‌تواند سبب تغییر رنگ ادرار یا مدفوع به رنگ قرمز گردد و نیز می‌تواند با هماتوشزی اشتباه گرفته شود.

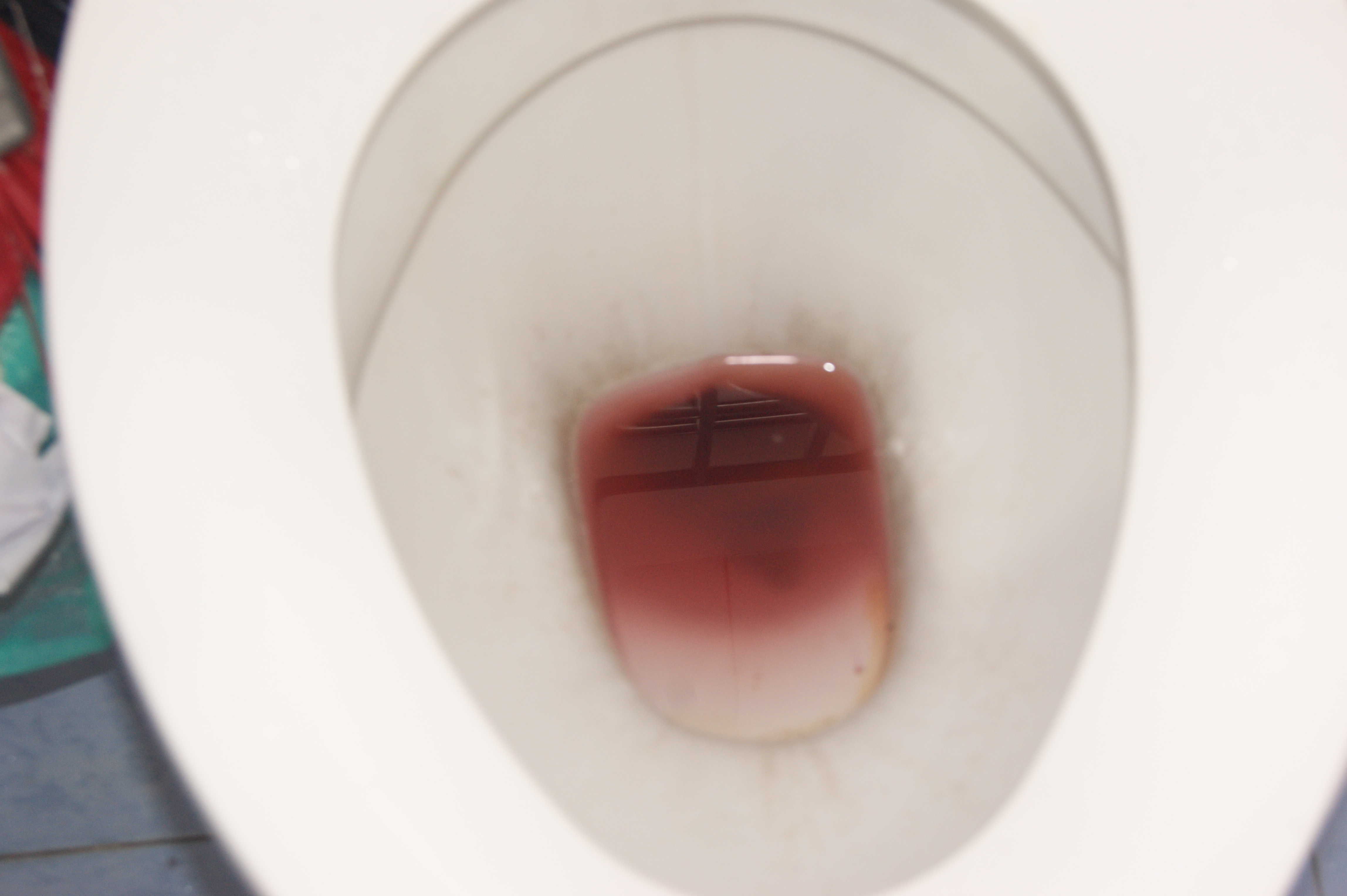
مدفوع قرمز رنگ در کاسه توالت؛ در اثر مصرف میوه اژدها